# پارک بشیر (کنارک)
۲۵°۲۸′۱۷″ شمالی ۶۰°۳۴′۰۸″ شرقی / ۲۵٫۴۷۱۳۹°شمالی ۶۰٫۵۶۸۸۹°شرقی
پارک بشیر، روستایی از توابع بخش مرکزی شهرستان کنارک در استان سیستان و بلوچستان ایران است‌.

## جمعیت
این روستا در دهستان جهلیان قرار دارد و براساس سرشماری عمومی نفوس و مسکن در سال ۱۳۹۵، جمعیت آن برابر با ۱،۲۱۳ نفر (۲۹۳ خانوار) بوده‌است.